# Mancenans-Lizerne
Mancenans-Lizerne – miejscowość i gmina we Francji, w regionie Burgundia-Franche-Comté, w departamencie Doubs.
Według danych na rok 1990 gminę zamieszkiwało 131 osób, a gęstość zaludnienia wynosiła 22 osoby/km² (wśród 1786 gmin Franche-Comté Mancenans-Lizerne plasuje się na 612. miejscu pod względem liczby ludności, natomiast pod względem powierzchni na miejscu 729.).